# Geologische thermometer
Een geologische thermometer of geothermometer is een indicator in een gesteente waaruit blijkt bij welke temperatuur een bepaalde gebeurtenis plaatsvond, meestal het kristalliseren van magma of de groei van metamorfe mineralen. Het analyseren van geothermometers wordt geothermometrie genoemd.
Geothermometers kunnen van de volgende typen zijn:
- Polymorfe mineralen, zoals de aluminiumsilicaten. Deze mineralen ondergaan bij een bepaalde temperatuur een faseovergang, zodat het voorkomen van een bepaald polymorf van een mineraal een minimale of maximale temperatuur geeft waarbij de mineralen gevormd zijn;
- De verhouding waarin bepaalde elementen tussen verschillende mineralen verdeeld zijn;
- De verhouding van concentraties stabiele isotopen in verschillende mineralen, sommige mineralen zijn temperatuurgevoelig bij de mate waarin ze bepaalde isotopen kunnen opnemen;
- in vloeibare insluitsels kunnen soms twee fasen naast elkaar voorkomen: bijvoorbeeld een gasvormige naast een vloeibare fase. Door het insluitsel te verhitten kan experimenteel de temperatuur bepaald worden waarbij slechts één fase overblijft. Dit is zeer waarschijnlijk de temperatuur die bij de vorming van het mineraal heerste;
- Tekenen dat in een mineraal ontmenging plaatsvond, zoals exsolutielamellae. Meestal gebeurt dit bij afkoelen onder een bepaalde temperatuur;